# Garfield et ses neuf vies
Garfield et ses neuf vies (Garfield and His Nine Lives) est un jeu vidéo d'action développé par Lucky Jump édité par The Game Factory, sorti en 2006 sur Game Boy Advance.

## Accueil
- Jeuxvideo.com : 5/20[1]